# Boys Generally Asian
Boys Generally Asian, também conhecido como BgA, é um pop coreano grupo formado em 2016 pelo YouTuber Ryan Higa. O grupo descreve-se como "caras que não pode cantar, dançar ou realmente falar coreano e tenta iniciar uma K-Pop da banda". Eles lançaram seu primeiro single, "Dong Saya Dae" em 13 de Maio de 2016. O grupo é formado por Ryan Higa, Justin Chon, Philip Wang, David Choi, Jun Sung Ahn.

## História

### 2016: Debute com "Dong Saya Dae"
Em 13 de Maio de 2016, BgA que debutou com a sua canção "Dong Saya Dae". A música é produzida por David Choi & Beatpusher e escrito por Ryan Higa & David Choi. Sua coreografia foi liderado pelo Jun Sung Ahn e Lisa Rhee. O vídeo da música, dirigido por Wesley Chan e Philip Wang e destaque no Ryan Higa do canal, consiste de dança coreografada rotinas em locais diferentes, incluindo um árcade, um beco abandonado, e um vazio garagem, bem como a interseção de cenas com o vocalista Ryan Higa e um convidado, Neka Stephens. Parte do vídeo da música foi filmado também na Feria boate em Los Angeles. Nomeadamente, o Kinjaz, um grupo de homens Asiáticos-Americanos dançarinos, aparecer bem. Cada BgA de membro, nome de palco é uma paródia de cada do grupo Big Bang, nome de palco.
A versão dance de "Dong Saya Dae", em destaque na Wong Fu Produções do canal, semelhante ao vídeo de perto, embora com a ausência de abertura e Neka Stephens.

### 2017: "Who's It Gonna Be"
BgA filmou um comercial para Mukis que foi ao ar em 16 de março. Ryan Higa e a Companhia de Produção lançou fotos de conceito para o seu retorno no mesmo dia através de mídias sociais.
No dia 17 de março, em um vídeo do YouTube intitulado "Potato Love Story! (Dear Ryan)", Ryan Higa anunciou que uma música junto com um vídeo musical seria lançada no dia 24 de março no YouTube e no iTunes. Teasers para o retorno foram anunciados em contas pessoais de vários membros no Instagram.
Em 24 de março, em um vídeo do YouTube intitulado "BgA – Who's It Gonna Be (Official Music Video)", seu novo título de música "Who's it Gonna Be" foi lançado. "Who's it Gonna Be" foi escrito por Ryan Higa e David Choi. Este também produziu a canção. O vídeo da música foi dirigido por Ryan Higa e Jun Sung Ahn. BgA alcançou o número 1 na carta de iTunes Kpop dentro de 2 horas após o lançamento de sua nova canção. O vídeo musical também anunciou o nome oficial do grupo de fandom para os "Kpoopers" e a cor "ouro e prata", e lightstick feito à mão por Daina Benzon usando um pergaminho de serra.
Em 4 de abril, "Who's It Gonna Be" estreou em dois charts da Billboard (datado de 15 de abril), World Digital Song Sales no 3 e Spotify Viral 50 no número 33.

## Integrantes
| Integrantes    | Integrantes    | Integrantes        | Integrantes        | Integrantes                       | Integrantes              | Integrantes                                     |
| Nome artístico | Nome artístico | Nome de nascimento | Nome de nascimento | Data de nascimento                | Local de nascimento      | Função                                          |
| Romanizado     | Hangul         | Romanizado         | Hangul e Hanja     | Data de nascimento                | Local de nascimento      | Função                                          |
| -------------- | -------------- | ------------------ | ------------------ | --------------------------------- | ------------------------ | ----------------------------------------------- |
| J-Lite         | J-라이트       | Justin Chon        | 저스틴 전          | 29 de maio de 1981 (43 anos)      | Garden Grove, California | Vocalista de Apoio e Visual.                    |
| P-Dragon       | P-드래곤       | Phillip Wang       | 필립 왕            | 28 de outubro de 1984 (40 anos)   | California               | Dançarino Principal.                            |
| Daeyang        | 대양           | David Choi         | 최데이비드         | 22 de março de 1986 (38 anos)     | Anaheim, California      | Vocalista Principal.                            |
| R.O.P          |                | Ryan Higa          | 라이언 히가        | 6 de junho de 1990 (34 anos)      | Hilo, Hawaii             | Líder, Rapper Principal, Vocalista Guia e Face. |
| Jeungri        | 증리           | Jun Sung Ahn       | 안준성             | 18 de fevereiro de 1993 (32 anos) | Seul                     | Vocalista Guia e Maknae.                        |

## Discografia

### Singles
| Título              | Ano  | Melhores posições nas paradas | Melhores posições nas paradas | Vendas | Álbum                |
| Título              | Ano  | KOR                           | CHN                           | Vendas | Álbum                |
| ------------------- | ---- | ----------------------------- | ----------------------------- | ------ | -------------------- |
| "Dong Saya Dae"     | 2016 | —                             | —                             | - KOR: | Lançamento sem álbum |
| "Who's It Gonna Be" | 2017 | —                             | —                             | - KOR: | Lançamento sem álbum |